# Geschützter Landschaftsbestandteil Einzelbaum (nördlich Stockei)
Der Geschützte Landschaftsbestandteil Einzelbaum  (nördlich Stockei) steht nördlich von Schloss Höllinghofen im Stadtgebiet von Arnsberg im Hochsauerlandkreis. Die Stieleiche wurde 1998 mit dem Landschaftsplan Arnsberg durch den Kreistag des Hochsauerlandkreises als Geschützter Landschaftsbestandteil (LB) ausgewiesen. Er trug ab 1994 den Namen LB Einzelbaum Stieleiche (Stammdurchmesser ca. 100 cm). 2021 wurde das LB bei der Neuaufstellung des Landschaftsplans mit neuem Namen erneut ausgewiesen.

## Beschreibung
Beim LB handelt es sich um eine Stieleiche mit einem Stammdurchmesser von etwa 110 cm. Sie steht am Rand eines Fichtenbestandes. Die Stieleiche wird durch die angrenzenden Fichten in der Ausprägung der Krone behindert. Als zusätzliche Entwicklungsmaßnahme wurde daher festgesetzt, die bedrängenden Fichten des angrenzenden Bestandes sind zu entfernen.

## Schutzgrund, Verbote und Gebote
Laut Landschaftsplan ist dieses LB durch seinen eigenständigen Charakter deutlich von der sie umgebenden „normalen“ Wald- und Feld-Landschaft zu unterscheiden.
Wie bei allen LB ist es verboten diese zu beschädigen, auszureißen, auszugraben oder Teile davon abzutrennen oder auf andere Weise in seinem Wachstum oder Erscheinungsbild zu beeinträchtigen. Unberührt ist jedoch die ordnungsgemäße Pflege eines LB.
Das LB soll laut Landschaftsplan „durch geeignete Pflegemaßnahmen erhalten werden, solange der dafür erforderliche Aufwand in Abwägung mit ihrer jeweiligen Bedeutung für Natur und Landschaft gerechtfertigt ist.“